# Halticoptera infesta
Halticoptera infesta är en stekelart som först beskrevs av Förster 1861.  Halticoptera infesta ingår i släktet Halticoptera, och familjen puppglanssteklar. Arten är reproducerande i Sverige.